# James Starr
James Starr är en amerikansk-svensk teolog, docent i Nya testamentet, präst i Svenska kyrkan för EFS och sedan 2018 rektor för Johannelunds teologiska högskola. Han är ledamot av Nathan Söderblom-sällskapet och medlem bland annat i Svenska Exegetiska Sällskapet, Society of Biblical Literature och Tyndale Fellowship, Cambridge.

## Biografi
Starr växte upp i USA och har en kandidatexamen i engelsk litteraturvetenskap från University of Virginia (cum laude) och en 3-årig master of divinity från Yale University Divinity School (magna cum laude). År 1997 var han "visiting advanced student" vid Universitetet i Cambridge. Han disputerade år 2000 i Nya testamentets exegetik vid Lunds universitet med Birger Olsson och Troels Engberg-Pedersen som handledare. Avhandlingen är ett teologiskt studium med utgångspunkt i 2 Petrusbrevet 1:4 om hur människan deltar i Gud och det gudomliga enligt bibliska och grekisk-romersk filosofiska skolor. 
Sedan 2001 har han arbetat som högskolelektor och docent i Nya testamentets exegetik vid Johannelunds teologiska högskola i Uppsala, där han 2018 blev rektor. Våren 2012 och hösten 2013 var han gästprofessor vid Ethiopian Graduate School of Theology, Addis Abeba, Etiopien. Starr prästvigdes i Uppsala domkyrka av biskop Karin Johannesson i juni 2019 som präst i Svenska kyrkan för tjänst i EFS.
James Starr är gift sedan 1988 och har två barn och tre barnbarn.